# Georgische Kultur
Die Kultur Georgiens hat sich über die lange Geschichte des Landes entwickelt, so gibt es heute eine einzigartige Nationalkultur und eine starke literarische Tradition, basierend auf der georgischen Sprache und dem georgischen Alphabet.

## Antike
Bereits in der Antike wurden auf dem Gebiet des heutigen Georgien goldene Kelche und kunstvolle Schwerter hergestellt. Das Land war reich an metallenen Bodenschätzen, verarbeitete sie seit dem 6. Jahrhundert v. Chr. und trieb damit Handel. Griechische und römische Reisende beschrieben ausgebaute Straßen, mit Ziegeln gedeckte Häuser, große Städte und Festungen.

## Mittelalter
Ursprünglich hieß es, das georgische Alphabet sei im 5. Jahrhundert vor Christus erfunden und 284 v. Chr. von König Parnawaz I. von Iberien reformiert worden, doch die moderne Forschung vermutet für die Entstehung das 5. Jahrhundert nach Christus, aus dem die ältesten Beispiele gefunden wurden.
Die mittelalterliche georgische Kultur war ab dem 4. Jahrhundert stark vom orthodoxen Christentum sowie der Georgischen Orthodoxen Apostelkirche beeinflusst und deshalb byzantinisch geprägt. Diese förderte und unterstützte die Schaffung vieler religiöser Werke. Diese schließen Kirchen, Klöster, Kunstarbeiten wie Ikonen und Hagiographien von georgischen Heiligen ein. Auch wurden viele weltliche Werke, beispielsweise der nationalen Geschichte oder Mythologie, geschrieben.
Auch nach der arabischen Eroberung im 7. und 8. Jahrhundert nahm die islamische Kultur keinen Einfluss auf die georgische. Jedoch entwickelte die georgische Kultur ab dieser Zeit immer mehr eine Rivalität zu Byzanz. Im 9. und 10. Jahrhundert wurden insbesondere Literatur und Malerei zur Begründung der Befreiung und Einigung Georgiens genutzt. Nach der Einheit Georgiens und dessen regionaler Stärke verbreitete sich die georgische Sprache weit über das Land hinaus und wurde in vielen benachbarten Ländern zur Verständigung mit Fremden genutzt.

### Ekklesiastische Kunst
Mittelalterliche georgische Ikonen zählen zu den Kunstwerken der orthodoxen christlichen Kunst. Viele Ikonen sind silbergetriebene Schmuckstücke. Beispiele sind etwa:
- Die Ikone von 886 aus Sarsma
- Die Ikone aus dem 9. Jahrhundert aus Zilkani
- Die berühmte „Wundertätige iberische Ikone der Muttergottes“ (10. Jahrhundert)
- Die Ikone aus dem 9. Jahrhundert aus Okona
- Die Ikone Unserer Lieben Frau von Chachuli aus dem 12. Jahrhundert
- Die Ikone des Heiligen Georg aus dem 11. Jahrhundert aus Labetschina
- Die Ikone des Heiligen Georg aus dem 11. Jahrhundert aus Nakipari
- Die Ikone aus dem 12. Jahrhundert aus Antschißchati
- Die Ikone aus dem 14. Jahrhundert aus Ubisa
- Die Ikone aus dem 16. Jahrhundert aus Alawerdi

In vielen georgischen Kirchen finden sich auch monumentale Wandgemälde.

### Ekklesiastische Monumente

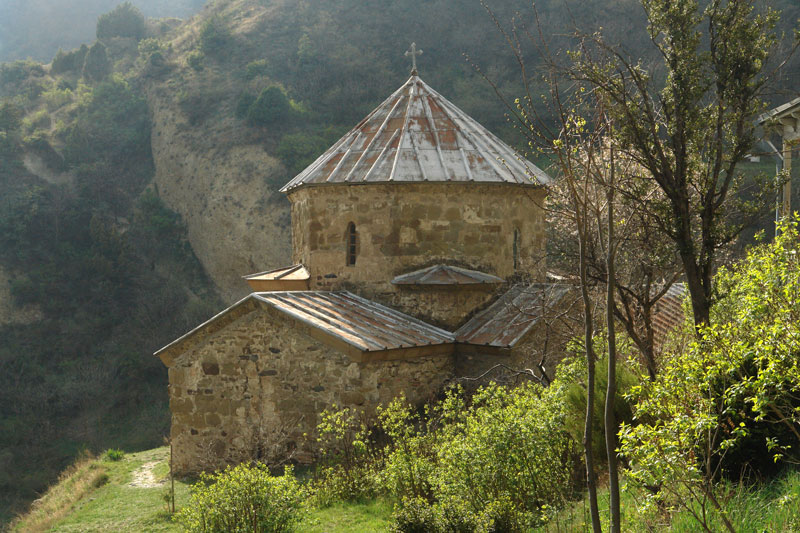
Kapelle am Kloster Schiomghwime

Die frühen ein- und dreischiffigen Basiliken (Nekresi, Dsweli Schuamta) aus dem 4. Jahrhundert stehen auf den Fundamenten antiker Tempel, sind klein und haben einen fast quadratischen Grundriss. Im 10. und 11. Jahrhundert entstanden große Kreuzkuppelkirchen (Swetizchoweli-, Alawerdi- und Bagrati-Kathedrale).
Monumente der georgischen christlichen Architektur sind unter anderem:
- Die georgische Kirche in Betlehem (4. Jahrhundert)
- Die Kirche von Gawasi (4. Jahrhundert) in Achalsopeli (Kwareli-Bezirk in der Region Kachetien)
- Die Kirche von Akaurta (5. Jahrhundert) im Bolnissi-Bezirk der Region Niederkartlien
- Der Klosterkomplex von Ikalto (5. bis 7. Jahrhundert, Kachetien)
- Die Sioni-Kirche aus dem 5. Jahrhundert in Bolnissi
- Die Metechi-Kirche in Tiflis (5. Jahrhundert, erneuert im 13. Jahrhundert)
- Das Kloster von Schiomghwime aus dem 6. Jahrhundert
- Der Davidgareja-Klosterkomplex aus dem 6. bis 7. Jahrhundert
- Das Dschwari-Kloster in Mzcheta, 590-604
- Die Antschischati-Basilika in Tiflis, 6. Jahrhundert
- Der Klosterkomplex von Nekresi in Kachetien aus dem 4. bis 9. Jahrhundert
- Die Sioni-Kirche aus dem 7. Jahrhundert in Ateni
- Das Kloster Batschkowo in Bulgarien aus dem 11. Jahrhundert
- Das georgische Kloster aus dem 10. Jahrhundert auf dem schwarzen Berg in Syrien
- Das georgische Kloster Iviron auf dem Athos aus dem 10. Jahrhundert
- Die Swetizchoweli-Kathedrale in Mzcheta aus dem 11. Jahrhundert
- Das Opiza-Kloster aus dem 10. Jahrhundert in Tao-Klardschetien (heutige Türkei)
- Das Dolisqana-Kloster aus dem 10. Jahrhundert Tao-Klardschetien (heutige Türkei)
- Das Schatberdi-Kloster aus dem 11. Jahrhundert in Tao-Klardschetien (heutige Türkei)
- Das Otchta Eklesia-Kloster in Tao-Klardschetien (heutige Türkei)
- Das Oschki-Kloster aus dem 10. Jahrhundert Tao-Klardschetien (heutige Türkei)
- Das Gelati-Kloster in Kutaissi (fertiggestellt 1106)
- Die Sioni-Kathedrale aus dem 11. Jahrhundert in Tiflis
- Die Alawerdi-Kirche aus dem 11. Jahrhundert in Kachetien
- Das Samtawro-Kloster aus dem 12. Jahrhundert in Mzcheta
- Das Wardsia-Kloster aus dem 12. Jahrhundert in Mescheti

### Literatur und andere geschriebene Werke

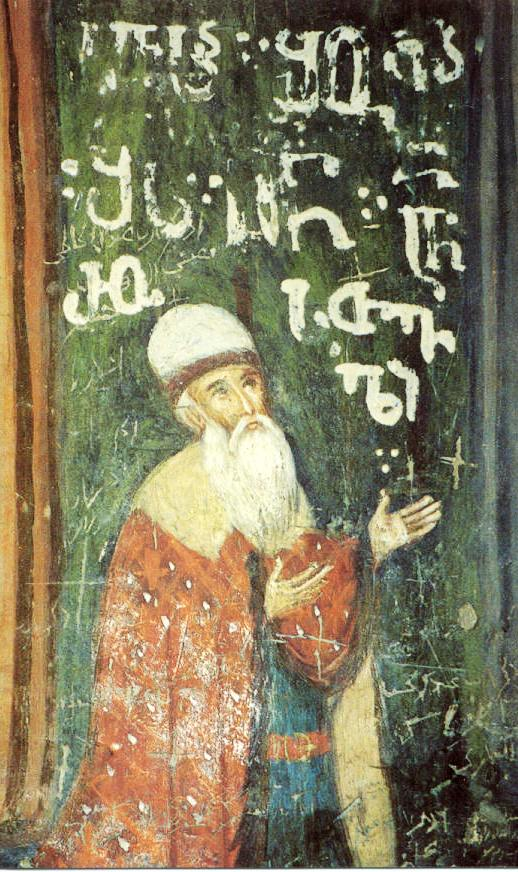
Schota Rustaweli, Schriftsteller des Mittelalters

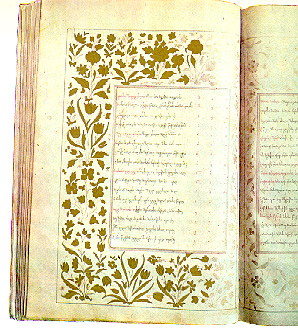
Manuskript von „Der Recke im Tigerfell“, 16. Jahrhundert

### Theater und Oper

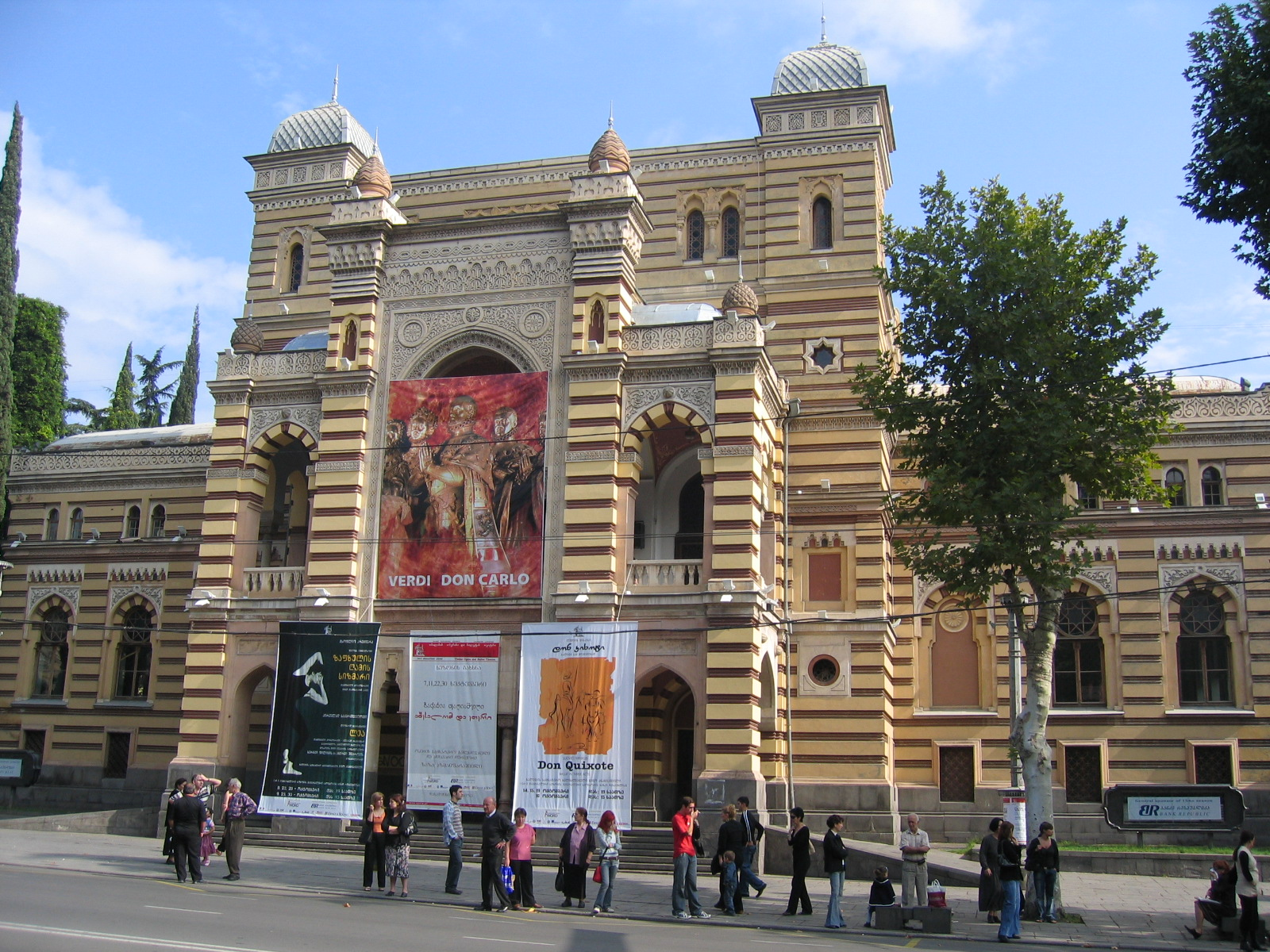
Staatliches Opernhaus, Tiflis

### Film

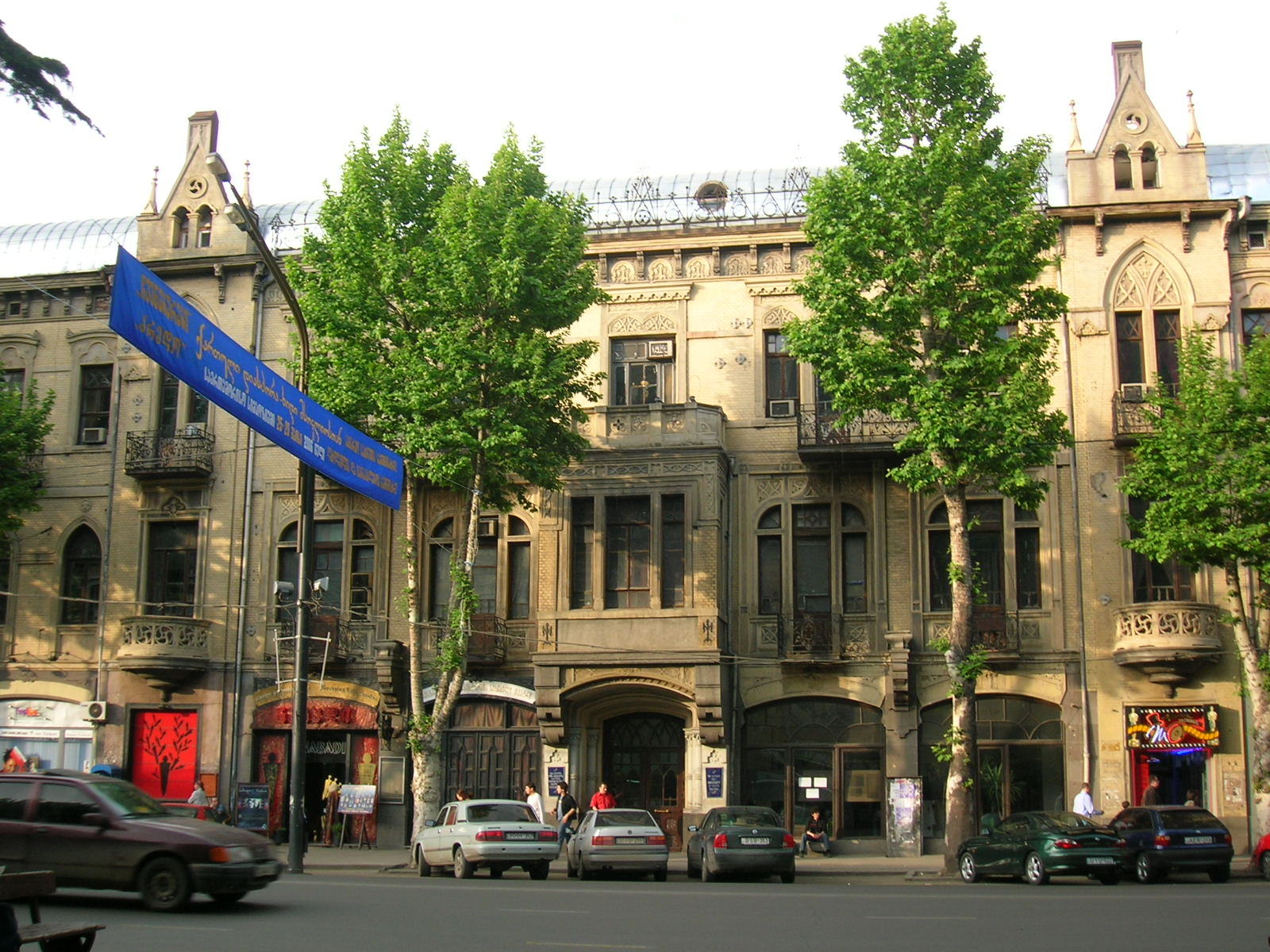
Das Staatliche Georgische Institut für Theater und Film in Tiflis